# Posorites
Posorites is een geslacht van weekdieren uit de klasse van de Gastropoda (slakken). De wetenschappelijke naam is voor het eerst geldig gepubliceerd door Tom Iredale in 1933. Iredale onderscheidde vier soorten in dit geslacht: P. fucata (oorspronkelijk Helix fucata, Pfeiffer, 1853) die hij als de typesoort aanduidde; P. conscendens (Cox, 1866), P. mayana (Hedley, 1899) en P. turneri (Shirley, 1921).  Posorites mayana is later bij het geslacht Noctepuna ingedeeld.

## Soorten[2]
Posorites zijn landslakken die voorkomen in Australië:
- Posorites fucata (Pfeiffer, 1853) – zuidelijk Queensland
- Posorites conscendens (Cox, 1866) – noordelijk New South Wales
- Posorites turneri (Shirley, 1921) – zuidelijk Queensland